# Португеса (футбольный клуб)
«Португе́са» (исп. Portuguesa Fútbol Club) — венесуэльский футбольный клуб из города Акаригуа. В настоящий момент выступает в Примере Венесуэлы, сильнейшем дивизионе страны.

## История
Клуб основан 9 апреля 1972 года, в том же году дебютировал «Примере» Венесуэлы, в которой играл непрерывно вплоть до сезона 1992/93, по результатам которого «Португеса» впервые в своей истории вылетела из высшего дивизиона. Лучшие годы клуба пришлись на 1970-е годы, когда «Португеса» была сильнейшим клубом страны, за этот период команда пять раз становилась чемпионом Венесуэлы и трижды завоёвывала национальный кубок. 1990-е годы «Португеса» в основном провела в Сегунде. В XXI веке клуб чередует выступления в Примере и Сегунде, неоднократно за этот период выходя в Высший дивизион и вновь вылетая во Второй дивизион.
Домашние матчи команда проводит на стадионе «Генерал Хосе Антонио Паес», вмещающем 18 тыс. зрителей.

## Достижения
- Чемпион Венесуэлы (5): 1973, 1975, 1976, 1977, 1978
- Обладатель Кубка Венесуэлы (3): 1973, 1976, 1977

## Участие в южноамериканских кубках
- Кубок Либертадорес (8):
  - Первый раунд — 1974
  - Первый раунд — 1975
  - Первый раунд — 1976
  - Полуфинал — 1977
  - Первый раунд — 1978
  - Первый раунд — 1979
  - Первый раунд — 1981
  - Первый раунд — 1984